# حسين شكرون
حسين زكريا شكرون (مواليد 10 نوفمبر 2004) هو لاعب كرة قدم محترف يلعب كجناح مع نادي هانوفر 96 في الدوري الألماني الدرجة الثانية. ولد في ألمانيا ويلعب لصالح منتخب لبنان.

## المسيرة الكروية
لاعب شاب في نادي فورتونا ساكسنس [الإنجليزية] ونادي هانوفرشر إس سي، في صيف عام 2023 انتقل شاكرون من فريق تحت 19 عامًا في نادي جيه اف في كالينبرجر لاند [الإنجليزية] إلى نادي هانوفر 96 ب [الإنجليزية] في الدوري الإقليمي (المستوى الرابع). في موسمه الأول، ساعد الفريق على الصعود إلى الدوري الألماني الدرجة الثالثة. في 19 أبريل 2024، وقع أول عقد احترافي له حتى عام 2026.
تم دمج شكرون في تشكيلة هانوفر 96، وتدرب في الفريق المشارك في الدوري الألماني الدرجة الثانية خلال موسم 2024–25 ‏. في 22 فبراير 2025، قام شكرون بظهوره الأول في الدوري لهانوفر 96، حيث دخل كبديل في الدقيقة 77 في مباراة انتهت بالتعادل 1-1 أمام نادي بادربورن.

## المسيرة الدولية
ولد ونشأ في هانوفر، ألمانيا، لأبوين لبنانيين، وهو مؤهل لتمثيل ألمانيا ولبنان على الصعيد الدولي.
تم استدعاء شكرون لأول مرة إلى المنتخب الوطني اللبناني في 5 نوفمبر 2024، لمباريات ودية ضد تايلاند وميانمار. خاض أول مباراة دولية له في 14 نوفمبر، حيث لعب كلاعب أساسي في مباراة انتهت بالتعادل 0-0 أمام تايلاند. سجل شكرون هدفه الأول مع لبنان في 25 مارس 2025، في فوز 5-0 على بروناي في تصفيات كأس آسيا 2027.

## أسلوب اللعب
شاكرون هو جناح معروف بسرعته وقدرته الفنية.

## الإحصائيات

### النادي
آخر تحديث 4 مايو 2025.
| النادي                   | الموسم   | الدوري         | الدوري | الدوري  | كأس ألمانيا | كأس ألمانيا | المجموع | المجموع |
| النادي                   | الموسم   | الدرجة         | الظهور | الأهداف | الظهور      | الأهداف     | الظهور  | الأهداف |
| ------------------------ | -------- | -------------- | ------ | ------- | ----------- | ----------- | ------- | ------- |
| هانوفر 96 ب [الإنجليزية] | 2023–24  | الدرجة الرابعة | 34     | 8       | —           | —           | 34      | 8       |
| هانوفر 96 ب [الإنجليزية] | 2024–25  | الدرجة الثالثة | 20     | 4       | —           | —           | 20      | 4       |
| هانوفر 96 ب [الإنجليزية] | المجموع  | المجموع        | 54     | 12      | 0           | 0           | 54      | 12      |
| هانوفر 96                | 2024–25  | الدرجة الثانية | 1      | 0       | 0           | 0           | 1       | 0       |
| الإجمالي                 | الإجمالي | الإجمالي       | 55     | 12      | 0           | 0           | 55      | 12      |

### المنتخب
آخر تحديث 25 مارس 2025.
| المنتخب الوطني | العام   | الظهور | الأهداف |
| -------------- | ------- | ------ | ------- |
| لبنان          | 2024    | 2      | 0       |
| لبنان          | 2025    | 2      | 1       |
| المجموع        | المجموع | 4      | 1       |

قائمة الأهداف والنتائج: أولًا، عمود الأهداف يشير إلى النتيجة بعد كل هدف لشكرون.
| # | التاريخ      | المكان                                           | الخصم  | الهدف | النتيجة | المسابقة             |
| - | ------------ | ------------------------------------------------ | ------ | ----- | ------- | -------------------- |
| 1 | 25 مارس 2025 | ملعب سعود بن عبدالرحمن [الإنجليزية]، الوكرة، قطر | بروناي | 4–0   | 5–0     | تصفيات كأس آسيا 2027 |

## وصلات خارجية
لا توجد روابط لمواقع التواصل الاجتماعي.

- حسين شكرون على موقع ناشيونال فوتبول تيمز (الإنجليزية)
- حسين شكرون على موقع Soccerway.com (الإنجليزية)
- حسين شكرون على موقع عالم كرة القدم.نت (الإنجليزية)
- حسين شكرون على موقع الاتحاد الألماني (متاح أيضاً in German)
- Husseyn Chakroun على الدوري الألماني الدرجة الثانية
- حسين شكرون على فرق كرة القدم الوطنية.كوم